# Aguamolo
Aguamolo är en ort i Mexiko.   Den ligger i kommunen San Martín Chalchicuautla och delstaten San Luis Potosí, i den sydöstra delen av landet, 210 km norr om huvudstaden Mexico City. Aguamolo ligger 130 meter över havet och antalet invånare är 397.
Terrängen runt Aguamolo är varierad. Runt Aguamolo är det ganska tätbefolkat, med 86 invånare per kvadratkilometer. Närmaste större samhälle är Tamazunchale, 13,8 km väster om Aguamolo. I omgivningarna runt Aguamolo växer huvudsakligen savannskog.